# Middleton Scriven
Pour les articles homonymes, voir Middleton et Scriven (homonymie).
Middleton Scriven est une paroisse civile et un village du Shropshire, en Angleterre.